# Femme Fatale
Femme Fatale és el setè àlbum d'estudi de la cantant estatunidenca Britney Spears. Va ser llençat al mercat el 25 de març de 2011 per la discogràfica Jive Records. El seu primer single Hold It Against Me, va ser llançat l'11 de gener de 2011. Va ser produït per Dr. Luke i Max Martin més enllà del músic will.i.am durant 2009 i 2011.
"Hold It Against Me" va ser llençat com el primer i oficial single de l'àlbum. Va arribar a la cima en 7 països en els top ten. Va entrar en el top-five amb altres 7 països. Till the World Ends va ser llençat com a segon single i va arribar a la posició número 1 en el sud de Korea, Polònia i Rússia i va col·locars-se tercer als Estats Units. Es convertí en la cançó més ben posicionada en les ràdios dels EUA en tota la seva carrera. El tercer single, I Wanna Go, va ser anunciat a l'estiu de 2011. Poc després, va entrar en votació a les xarxes socials i al website oficial de la cantant per veure quin seria el següent single. Van entrar en vot "Criminal", "(Drop Dead) Beautiful" i "Inside Out". Criminal va ser el més votat, DDBeautiful el va seguir i finalment, Inside Out quedà últim. Dies després, molts fansites de la cantant van assegurar que el quart single seria "Trouble For Me" i les expectatives es van anar fent més grans fins que Britney va anunciar que, els seus fans havien votat "Criminal" per ser single, doncs seria single.

## Gravació i desenvolupament
En juny de 2010, Danja va anunciar que es trobava treballant amb Britney Spears. Poc després, Darkchild va confirmar el mateix dient que "els fans de la cantant estaran molt contents d'aquí a unes setmanes", amagant que Britney estava fent nova música. Encara que Adam Leber va dir "no hi ha noves notícies musicals(…)". En novembre, Dr.Luke anuncià que seria el productor del nou àlbum de Britney Spears amb Max Martin.
En l'aniversari de Brit, ella va agrair els fans totes les seves felicitacions. També va anunciar que el seu àlbum ja es trobava en fase final i que seria llençat en març. Poc després, més o menys, per principis de gener, Britney va llençar el seu primer single, "Hold It Against Me" i molts dels fans van confirmar, després d'escoltar la cançó, que el títol de l'àlbum seria el mateix que el seu primer single. En el 2 de febrer de 2011, van desaparèixer aquests rumors, ja que Britney Spears va revelar finalment que el títol de l'àlbum seria "Femme Fatale".

## Composició
L'àlbum engega ritme amb la cançó single "Till the World Ends", escrita per la cantant Ke$ha i amb un so electropop i dance-pop. El segon "track" es tracta de "Hold It Against Me" dance-pop amb un dubstep breakdown i un extraordinari coro final. "Inside Out" es troba en la tercera cançó amb un so electropop. El so va fer parlar, ja que s'assemblava als que ella utilitzà en el seu quart àlbum d'estudi In The Zone. El quart "track" és el tercer single de l'àlbum anomenat "I Wanna Go". La cançó conté uns xiulets melòdics. La cinquena cançó és "How I Roll" la qual té un so dance-pop en forma divertida i simpàtica. Britney ens deixa entrar en el seu cantó més sexy amb les cançons "(Drop Dead) Beautiful" amb un tros cantat per Sabi i "Seal It With A Kiss", una cançó dolça i sexy. La vuitena es tracta de forts cops de bateria amb part cantada per Will.I.Am, es tracta de "Big Fat Bass". "Trouble For Me" torna a acostar-se al cantó més sexy de la cantant amb un so totalment dance-pop. "Trip To Your Heart" és la desena i "Gasoline" la segueix amb uns gemecs de la cantant en commemoració a la seva època de "Britney". I finalment, tenim el quart single de l'àlbum "Criminal", una balada electro-pop amb una melodia ben bonica.

## Llançament i promoció
En el 2 de febrer de 2011, Britney va penjar al seu Twitter el nom del seu àlbum i el cover del disc. El títol del disc va arribar a ser trending topic i la cantant ho va agrair moltíssim després de seguir 6 dies al top Twitter. L'àlbum va ser llençat al mercat el 25 de març de 2011, tot i que les cançons de la versió standard ja es van filtrar a internet una setmana abans del llançament oficial. També es va llençar la versió "deluxe" la qual conté els 4 bonus tracks, més un altre que només va ser llençat en Japó. Una versió "premium fan edition" va ser llençada també amb un "book" de 32 pàgines amb fotografies del disc, la versió deluxe amb "artwork" exclusiu, un 7 vinil amb "Hold It Against Me.

## Britney Adele Spears Version
La promoció va començar el mateix dia 25, en el club "Rain Nightclub", actuació la qual va ser gravada per MTV. L'actuació gravada anava juntament amb petites entrevistes que li van realitzar a la cantant. En la "performance", va interpretar "Hold It Against Me", "Till the World Ends" i "Big Fat Bass". El mateix repetori es va fer servir per Good Morning America i en Jimmy Kimmel Live!, programa en el qual va participar en 2 esquetxos.

## Singles
Hold It Against Me va ser el primer single promocional de l'àlbum. El vídeo de la cançó va sortir a la xarxa el 17 de febrer de 2011 en MTV. La cançó va arribar al número 1 en el Billboard Hot 100 sent el quart single de Spears que arribava tan amunt. Això va fer que Britney fos la segona artista en la història de la música de tenir diversos singles posicionats al número 1. En 6 països va aconseguir arribar en el número u i en 12 va entrar en el Top-Ten.
Till the World Ends va ser llençat com el segon single del disc. La cançó va rebre bona crítica. El vídeo de la cançó va sortir a la red el 6 d'abril de 2011 en VEVO. "Till the World Ends" va moure's molt bé internacionalment arribant a la cima més alta de molts Top-Ten en els Estats Units, Australia, Canada i nou països més. La cançó va ser la que es va moure millor per les ràdios en tota la carrera de Britney, arribant a una audiència de fins a 98 milions, abans que el tercer single anés a parar a les ràdios.
I Wanna Go va ser anunciat com el tercer single el 13 de maig de 2011. Va ser llençat com a single oficialment en juny de 2011. La cançó va rebre molt bones crítiques. El vídeo del mateix va sortir el 22 de juny. "I Wanna Go" va arribar número 1 en el sud de Korea, número 8 en Canada, i setè en els Estats Units.
Criminal va ser escollida pels fans en una votació en les xarxes socials. Va guanyar després de confrontar-se amb "(Drop Dead) Beautiful" i "Inside Out". Més o menys, va ser anunciat com a tal el 28 d'agost de 2011, just després dels MTV Video Music Awards. El vídeo va ser gravat en Londres i en fotografies que van aparèixer a la xarxa, es podia observar a una Britney amb el seu actual nòvio a la realitat com a lladres.

## Recepció
Femme Fatale va ser ben rebut per la crítica musical. Sosté un 67 de 100 a Metacritic, 3 estrelles en "The Guardian","Los Angeles Times", "Stant Magazine" i mitja en "AllMusic". En canvi, en "Rolling Stone" en soporta 4 de 5.

## Premis i reconeixements
Spears va guanyar el seu primer premi en els Billboards 2011 Mig-Any Music Awards, on ella va ser nominada 5 pocs per Primer-Mig MVP, Hot 100 No.1 Cançó Preferida ("Hold It Against Me"), Preferit No.1 Album Billboard 200 ("Femme Fatale"), Millor Vídeo ("I Wanna Go") i Millor Tour ("Femme Fatale Tour"). Va guanyar tots els premis.

## Llista de cançons
1. "Till the World Ends" - 3:58
2. "Hold It Against Me" - 3:49
3. "Inside Out" - 3:38
4. "I Wanna Go" - 3:30
5. "How I Roll" - 3:36
6. "(Drop Dead) Beautiful" - 3:36
7. "Seal It With A Kiss" - 3:26
8. "Big Fat Bass" - 4:44
9. "Trouble for Me" - 3:19
10. "Trip to Your Heart" - 3:33
11. "Gasoline" - 3:08
12. "Criminal" - 3:45

## Cançó bonus d'ediciódeluxe
1. "Up N' Down" - 3:42
2. "He About to Lose Me" - 3:48
3. "Selfish" - 3:43
4. "Don't Keep Me Waiting" - 3:21